# (292991) Lyonne
(292991) Lyonne est un astéroïde de la ceinture principale.

## Description
(292991) Lyonne est un astéroïde de la ceinture principale. Il fut découvert le 16 novembre 2006 par Jean-Claude Merlin et dénommé provisoirement (2006) WB1. 
Il présente une orbite caractérisée par un demi-grand axe de 2,7985687 UA, une excentricité de 0,0235755 et une inclinaison de 5,18644° par rapport à l'écliptique.
Il fut nommé en l'honneur de Laurence (née en 1969) et Jean-Claude (né en 1965) Lyonne qui sont les dirigeants enthousiastes du club d'astronomie « Le Curieux du Ciel » qu'ils ont créé en 1999 à Gueugnon en Bourgogne-Franche-Comté, France.